# Acacia acutifolia
Acacia acutifolia é uma espécie de leguminosa do gênero Acacia, pertencente à família Fabaceae.